# Obrót wewnętrzny na nóżkę
Obrót wewnętrzny główki płodu na nóżkę – zabieg w położnictwie, niewykonywany już z powodu możliwości wystąpienia ciężkich powikłań, jeden z najniebezpieczniejszych zabiegów w położnictwie. Wykonywało się go przy pełnym rozwarciu (łac. versio ad pedem), czyli w II okresie porodu człowieka. Zamiast niego wykonuje się obecnie o wiele bezpieczniejsze zarówno dla matki jak i płodu cięcie cesarskie.

## Wskazania
Próbę obrotu wewnętrznego główki płodu można wykonać, gdy występuje:
1. położenie poprzeczne płodu (kiedy długa oś płodu i długa oś macicy są do siebie prostopadłe)
2. położenie skośnie płodu (kiedy długa oś płodu i długa oś macicy, krzyżują się pod kątem 45 stopni)
3. niepowodzenie obrotu zewnętrznego[2] (rękoczynów zewnętrznych, przez powłoki brzuszne, w celu uzyskania ułożenia podłużnego główkowego lub miednicowego)

## Przeciwwskazania
1. Zwężona macica
2. Zagrażające pęknięcie macicy
3. Duży płód
4. Wodogłowie
5. Położenie poprzeczne zaniedbane[1]

## Warunki, które muszą być spełnione do wykonania obrotu
1. Całkowite rozwarcie
2. Pęcherz płodowy zachowany lub bezpośrednio po jego pęknięciu[3]